# Fred R. Zimmerman
Fred R. Zimmerman (Milwaukee, 20 novembre 1880 – Milwaukee, 14 dicembre 1954) è stato un politico statunitense. Fu il 22º e 24º Segretario di Stato del Wisconsin (1923-1927 e 1939-1954) e 25º governatore del Wisconsin dal 1927 al 1929.

## Biografia
Frederick R. Zimmerman nacque a Milwaukee, figlio di Charles E. Zimmerman e Augusta Fiesenhauser Zimmerman e nipote di tedesco-americani. Suo padre era nato nello stato di New York ed era arrivato a Milwaukee nel 1875. Sua madre era nata nel Wisconsin da genitori nativi di Stoccarda. Il padre di Zimmerman, uno stampatore, morì quando Fred aveva 5 anni e questi dovette fin da giovanissimo contribuire al sostegno della sua famiglia vendendo giornali.
Frequentò per un breve periodo la scuola serale, poi ricoprì vari incarichi fino all'età di 22 anni, quando avviò un caseificio, il Bee Hive Dairy, tramite il quale distribuiva latte ai residenti di Milwaukee. Lasciò questo lavoro, dopo essersi sposato con Amanda "Freedy" Zimmerman (1882-1960), per essere assunto come venditore dalla Pfister & Vogel Leather Company. Lavorò anche come contabile per una ditta di legname di Milwaukee.
Zimmerman cominciò la sua carriera politica quando fu eletto per il partito repubblicano nell'assemblea statale del Wisconsin nel 1908 vincendo nei confronti del democratico Harry R. McLogan e del socialista Gilbert H. Poor, per rappresentare l'ottavo distretto della contea di Milwaukee. In quel periodo era un membro attivo della fazione progressista del suo partito, ma servì solo un mandato (1909-1910), perdendo l'elezione del 1910 contro il socialista James H. Vint.
Quando i progressisti si rifiutarono di nominarlo per le elezioni governative nel 1926 (a causa del suo fallimento nel sostenere la candidatura presidenziale del 1924 di Robert M. La Follette), Zimmerman corse alle elezioni primarie repubblicane come "indipendente" contro il candidato progressista Herman Ekern e il candidato Stalwart (un'altra fazione del partito repubblicano) Charles B. Perry, nonché contro un altro "indipendente". Zimmerman vinse la nomination repubblicana e fu eletto a maggioranza assoluta, superando Perry, così come gli altri candidati. Nel 1928 fu poi sconfitto per la ri-nomina.
Da allora entrò in un declino politico per diversi anni durante i quali ricoprì brevemente solo una posizione nella commissione delle imposte sulle bevande nel 1936. 
Zimmerman riuscì poi ad ottenere la nomination e a vincere le elezioni come Segretario di Stato per il partito repubblicano nel 1938 e prestò servizio dal 2 gennaio 1939 al 14 dicembre 1954, giorno della sua morte, dopo aver nuovamente vinto la rielezione per lo stesso ruolo.
Zimmerman fu un delegato alle Convenzioni Nazionali Repubblicane nel 1916, 1920, 1924, 1940 e 1944. Fu accusato di essere membro dell'America First, ma negò l'appartenenza a questo movimento, anche se generalmente seguiva la posizione isolazionista. Da Amanda, sposata nel 1904, ebbe due figli: Robert Charles Zimmerman (1910-1996) e Frederick Underwood Zimmerman (1916-2011). Morì a Milwaukee nel 1954, a 74 anni, e fu sepolto nel Forest Home Cemetery di Milwaukee.